# Никольский, Владимир Капитонович
Владимир Капитонович Никольский (8 [20] сентября 1894, Ярославль — 17 октября 1953, Москва) — российский и советский историк, этнолог, переводчик, религиовед и педагог; доктор исторических наук, профессор нескольких университетов города Москвы.

## Биография
Владимир Капитонович Никольский родился 8 (20) сентября 1894 года в городе Ярославле в семье подпоручика Русской императорской армии.
В восемнадцатилетнем возрасте он поступил в Императорский Московский университет, где в 1916 году успешно окончил историко-филологический факультет; одним из его наставников был академик Матвей Кузьмич Любавский. Никольский был оставлен в университете для подготовки к профессуре.
С 1918 по 1925 год он преподавал на факультете общественных наук; с 1925 по 1930 год — на этнологическом факультете; с 1934 года — на историческом факультете (руководитель комиссии по истории доклассового общества на кафедре истории Древнего мира), профессор кафедры древней истории Московского института философии, литературы и истории. С 1942 по 1953 год Никольский был заведующим кафедрой древней истории Московского областного пединститута (ныне Государственный университет просвещения) и профессором Московского историко-архивного института на кафедре всеобщей истории.
Ещё будучи студентом ИМУ Никольский В. К. начал работу по исследованию Земских соборов в России XVII века; в результате в 1917 году увидел свет его первый монументальный труд «Рязанское соборное представительство при царях Алексее, Федоре и патриархах». Но главными интересами учёного были первобытное общество и ранние религии человечества. Множество публикаций учёного носят научно-популярный уклон и касаются проблем антропогенеза и истории религии (включая историю старообрядчества).
В 1926 году Владимир Капитонович Никольский был командирован за границу, где в лучших библиотеках Европы исследовал работы по ранним формам религии. Вскоре в журнале «Антирелигиозник» появилась его статья посвященная различным теориям происхождения религии, где он уделил много внимания критике теории прамонотеизма. В 1929 году он выступил с подробным докладом по упомянутой теме в Коммунистической академии СССР.
В 1930-х годах московские издательства «Атеист» и «Соцэкгиз» (ныне «Мысль») опубликовали переводы ряда монументальных трудов европейских исследователей касающихся истории культуры и дохристианских религий человечества, где профессор Никольский, без отрыва от педагогической деятельности, выступил редактором и оставил свои предисловия и комментарии.
С 1930 по 1946 год — профессор Московского государственного университета.
Владимир Капитонович Никольский умер 17 октября 1953 года в городе Москве.